# Chanterelle sinueuse
Espèce
Craterellus undulatus, auparavant Craterellus sinuosus, la Chanterelle sinueuse, est une espèce comestible de la famille des Hydnaceae.

## Systématique
Le nom scientifique complet (avec auteur) de ce taxon est Craterellus undulatus (Pers.) E.Campo & Papetti.
L'espèce a été initialement classée dans le genre Merulius sous le basionyme Merulius undulatus Pers..

### Synonymes
Craterellus undulatus a pour synonymes :
- Cantharellus cinereus f. multiplex A.H.Sm.
- Cantharellus kunthii Chevall.
- Cantharellus pusillus (Fr.) Fr.
- Cantharellus sinuosus Fr.
- Cantharellus sinuosus var. multiplex (A.H.Sm.) Romagn.
- Cantharellus undulatus (Pers.) Fr.
- Craterella crispa (Bull.) Pers.
- Craterellus cinereus var. multiplex (A.H.Sm.) A.H.Sm.
- Craterellus cripus (Bull.) Berk.
- Craterellus crispus (Bull.) Berk.
- Craterellus crispus Fr.
- Craterellus floccosus Boud.
- Craterellus floriformis (Schaeff.) Quél.
- Craterellus pusillus (Fr.) Fr.
- Craterellus pusillus (Fr.) Pers.
- Craterellus sinuosus (Fr.) Fr.
- Craterellus sinuosus subsp. crispus (Bull.) Fr.
- Craterellus sinuosus var. crispus (Bull.) Quél.
- Craterellus sinuosus var. floccosus (Boud.) Quél.
- Craterellus sinuosus var. luteoalbus (Bon, F.Massart & Rouzeau) Vila

## Galerie

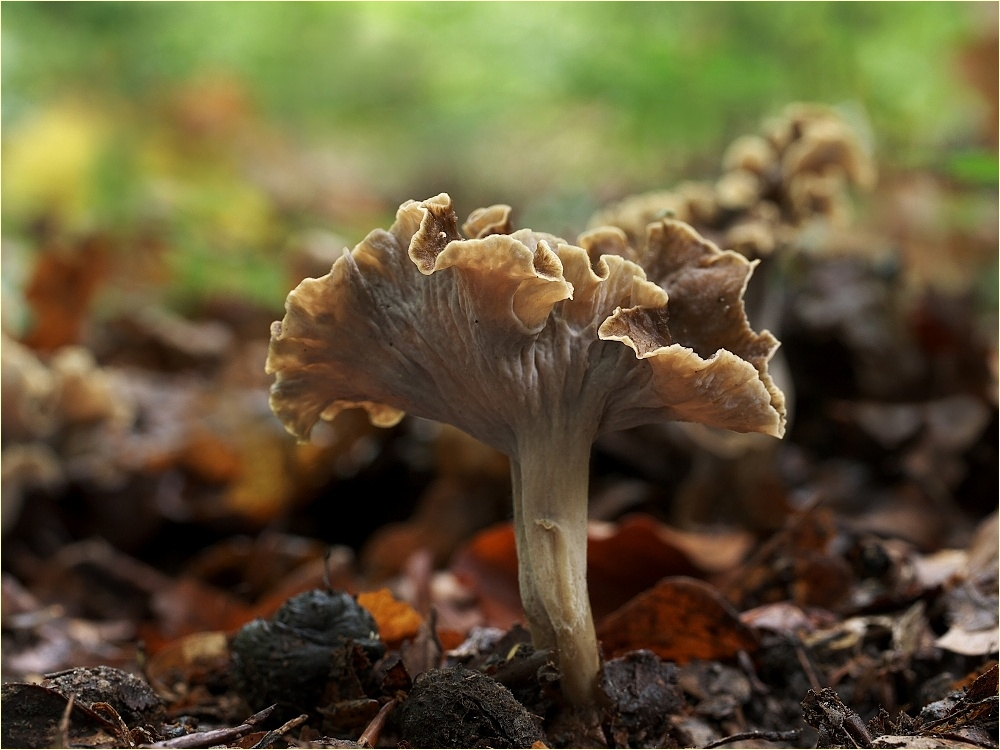
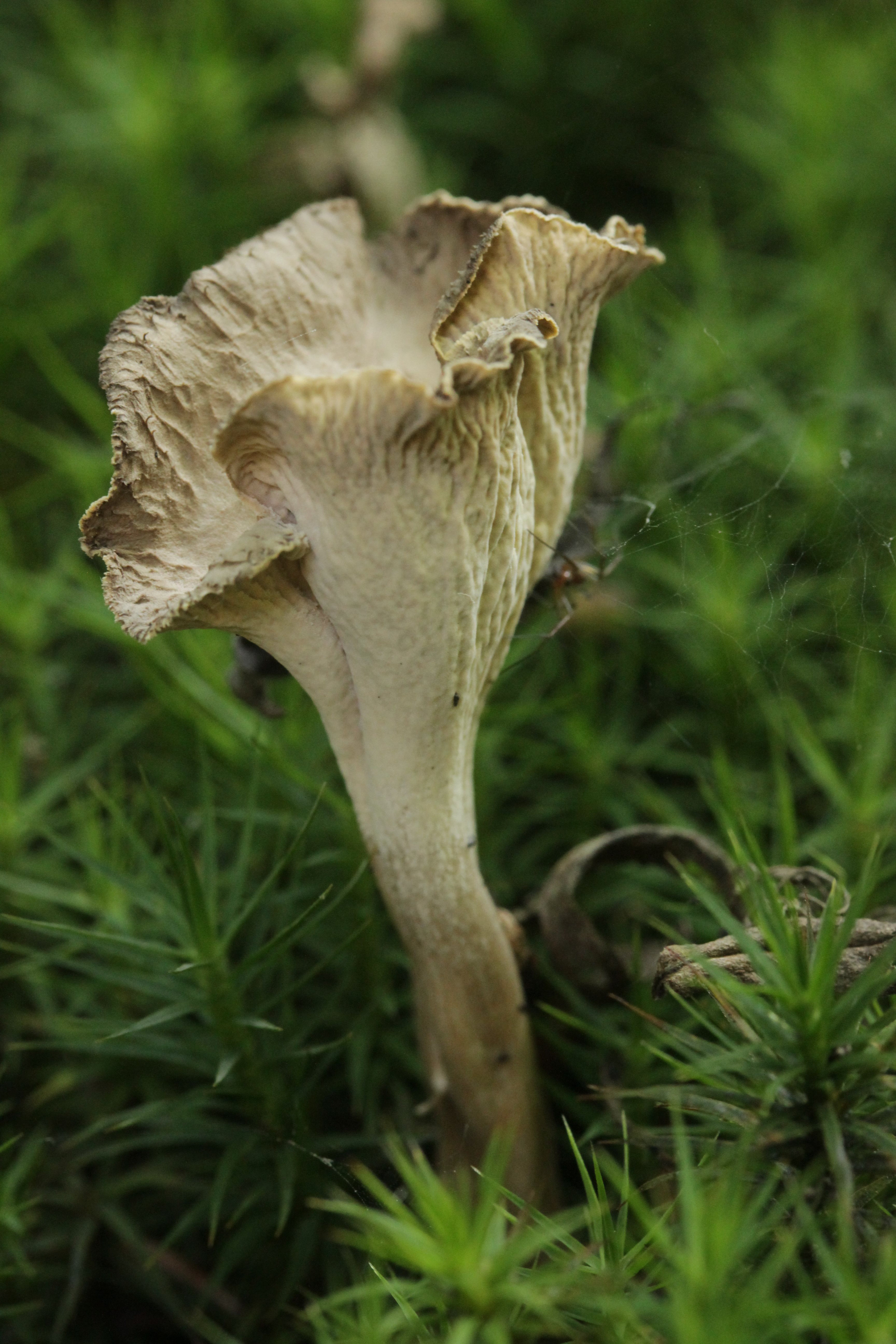
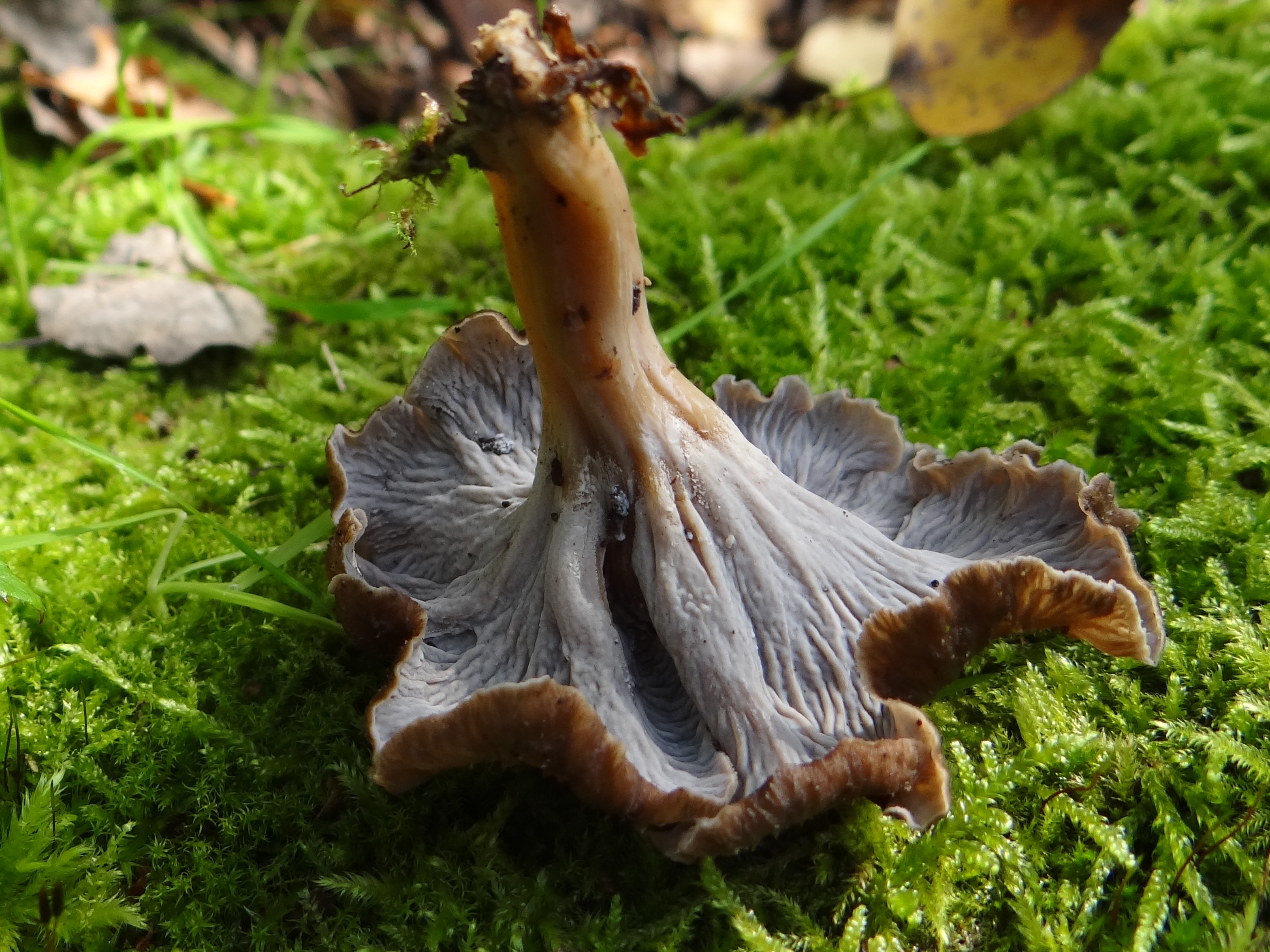
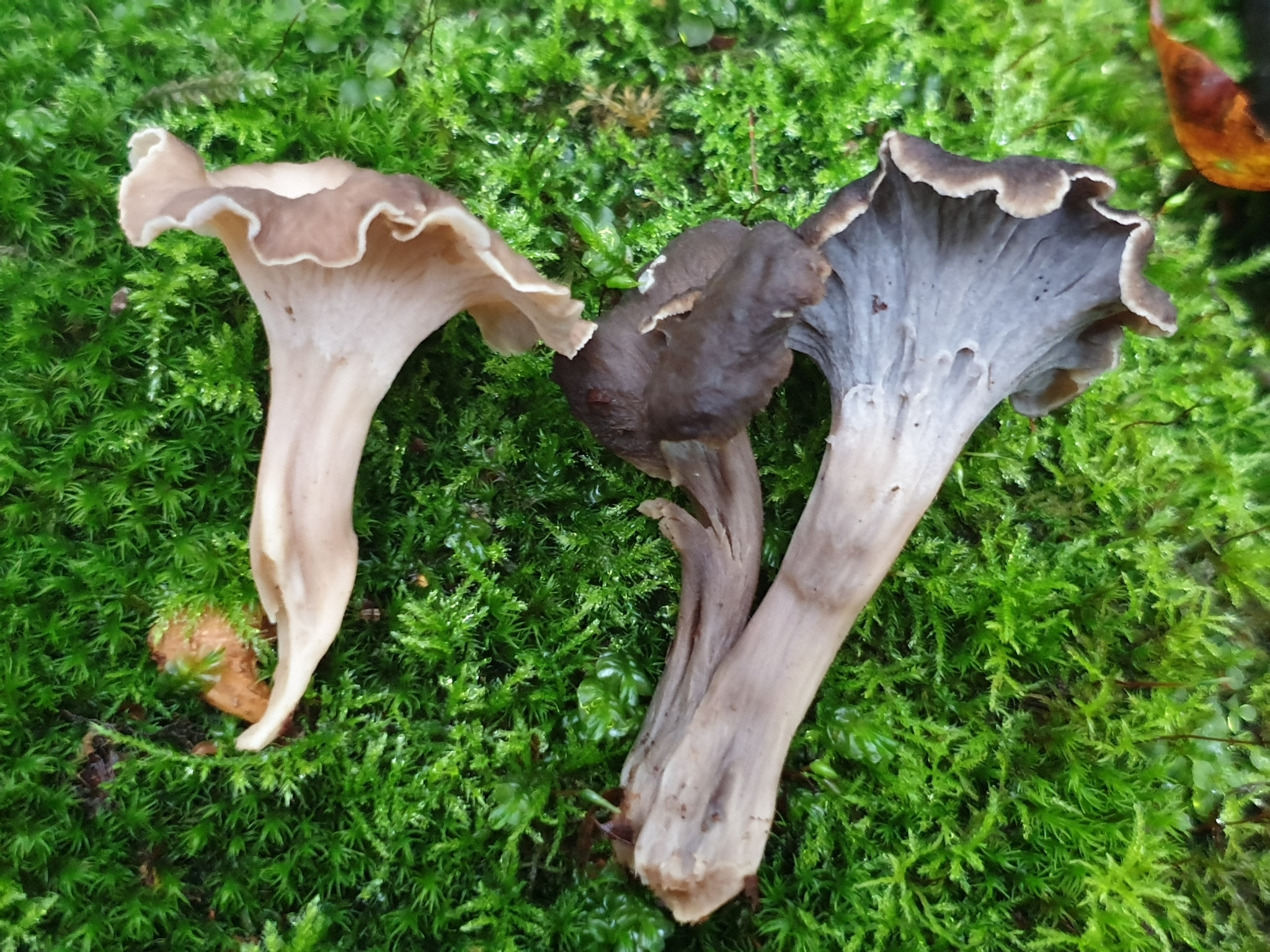
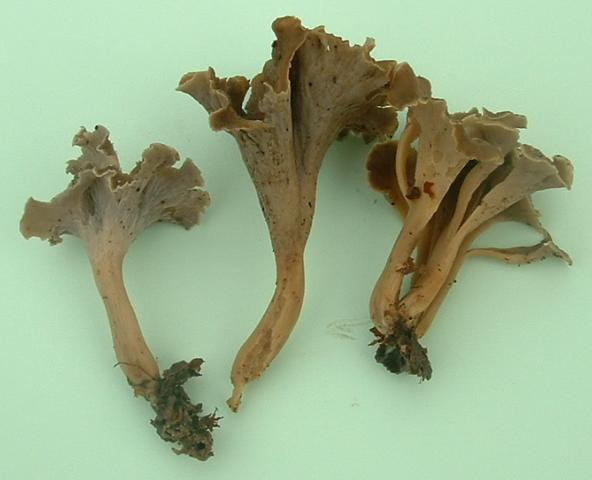
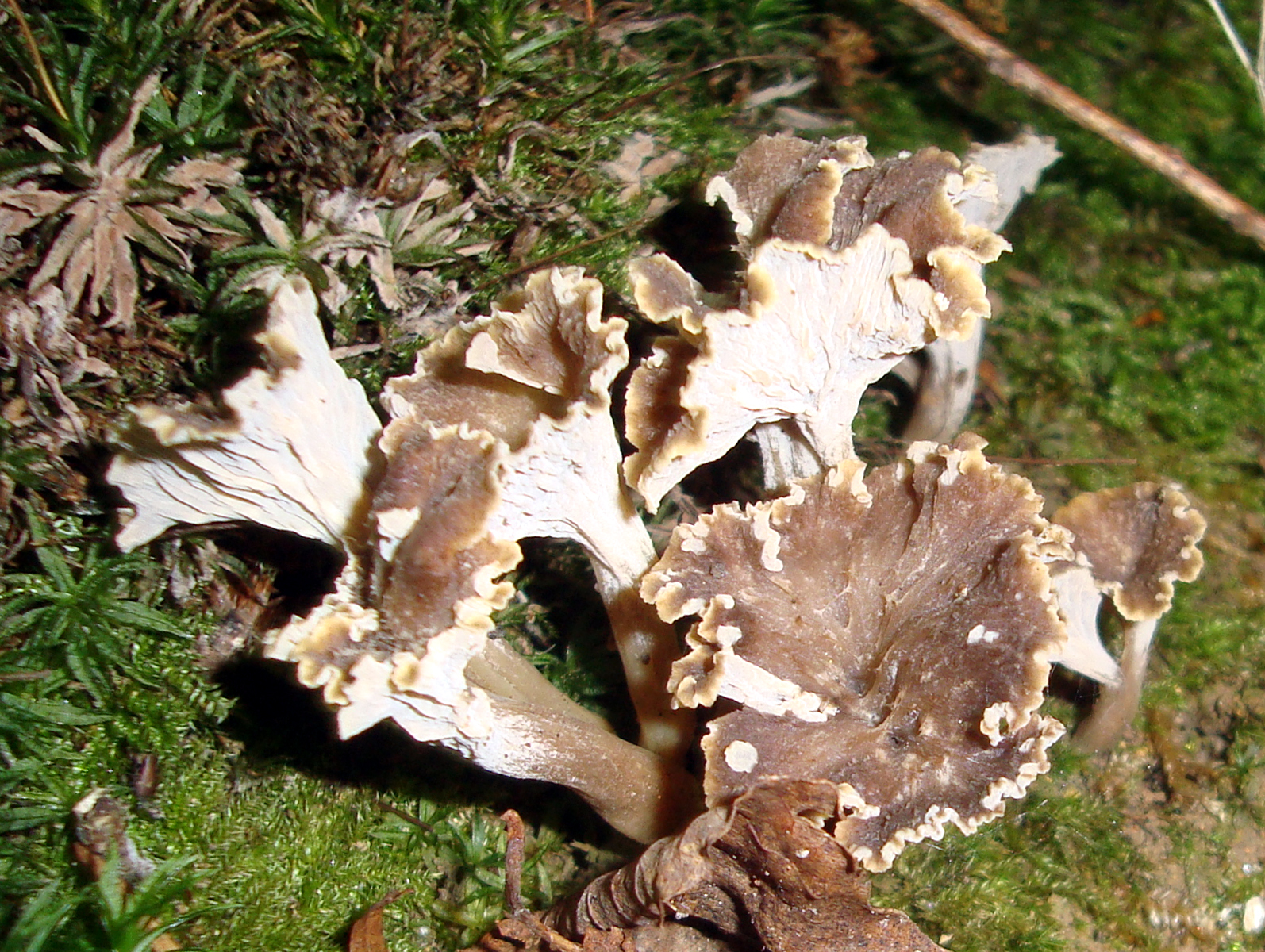
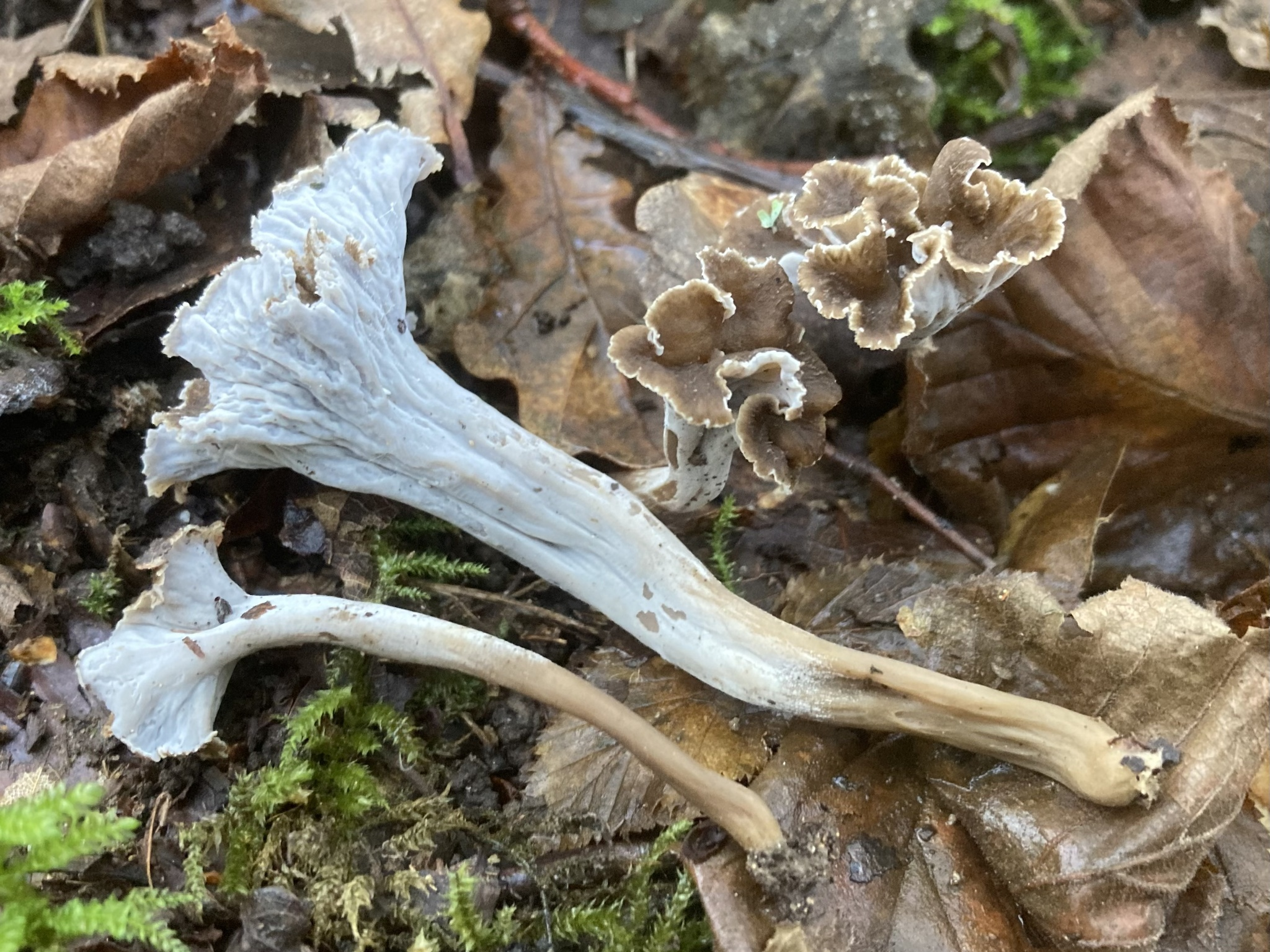
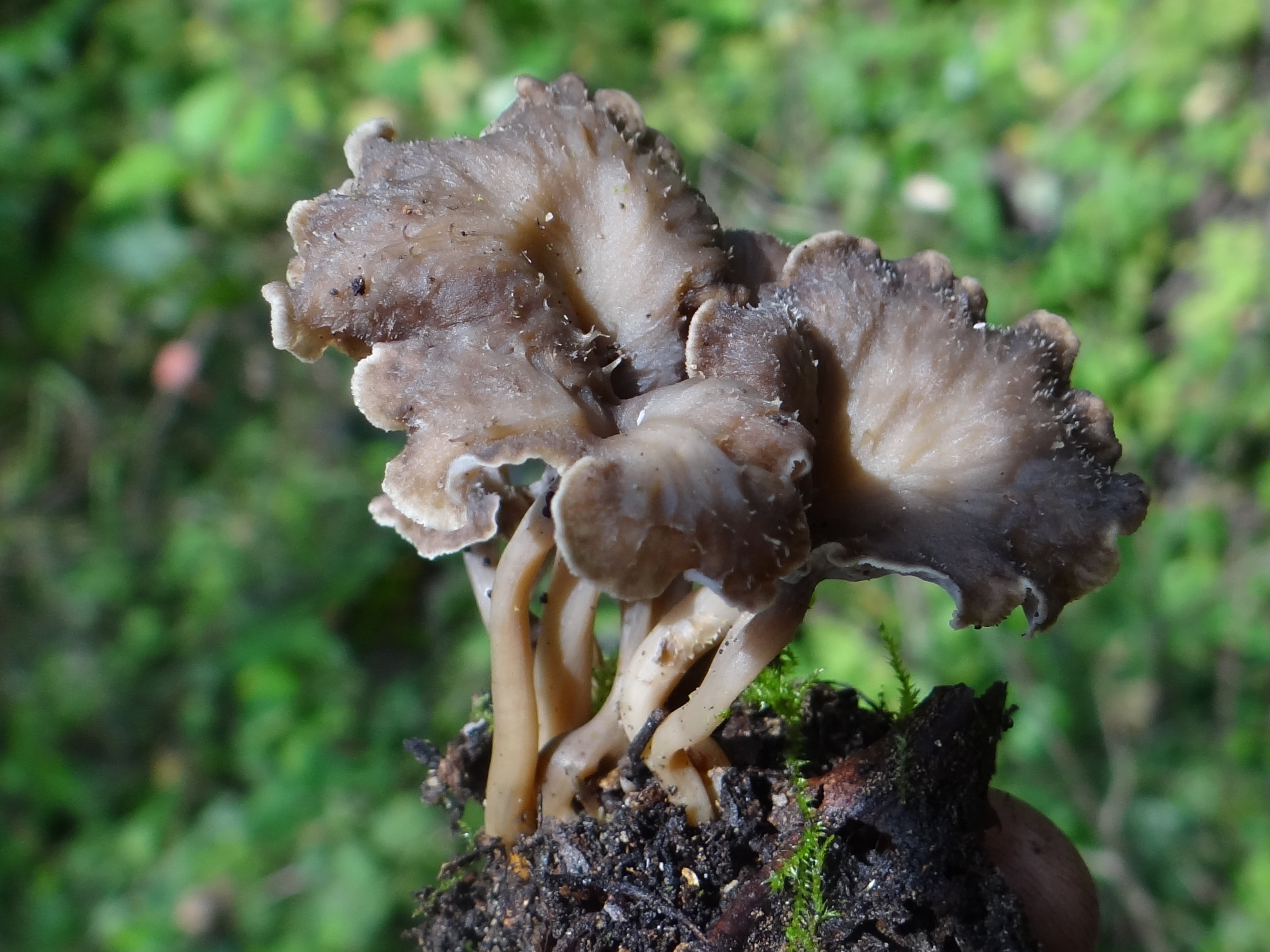
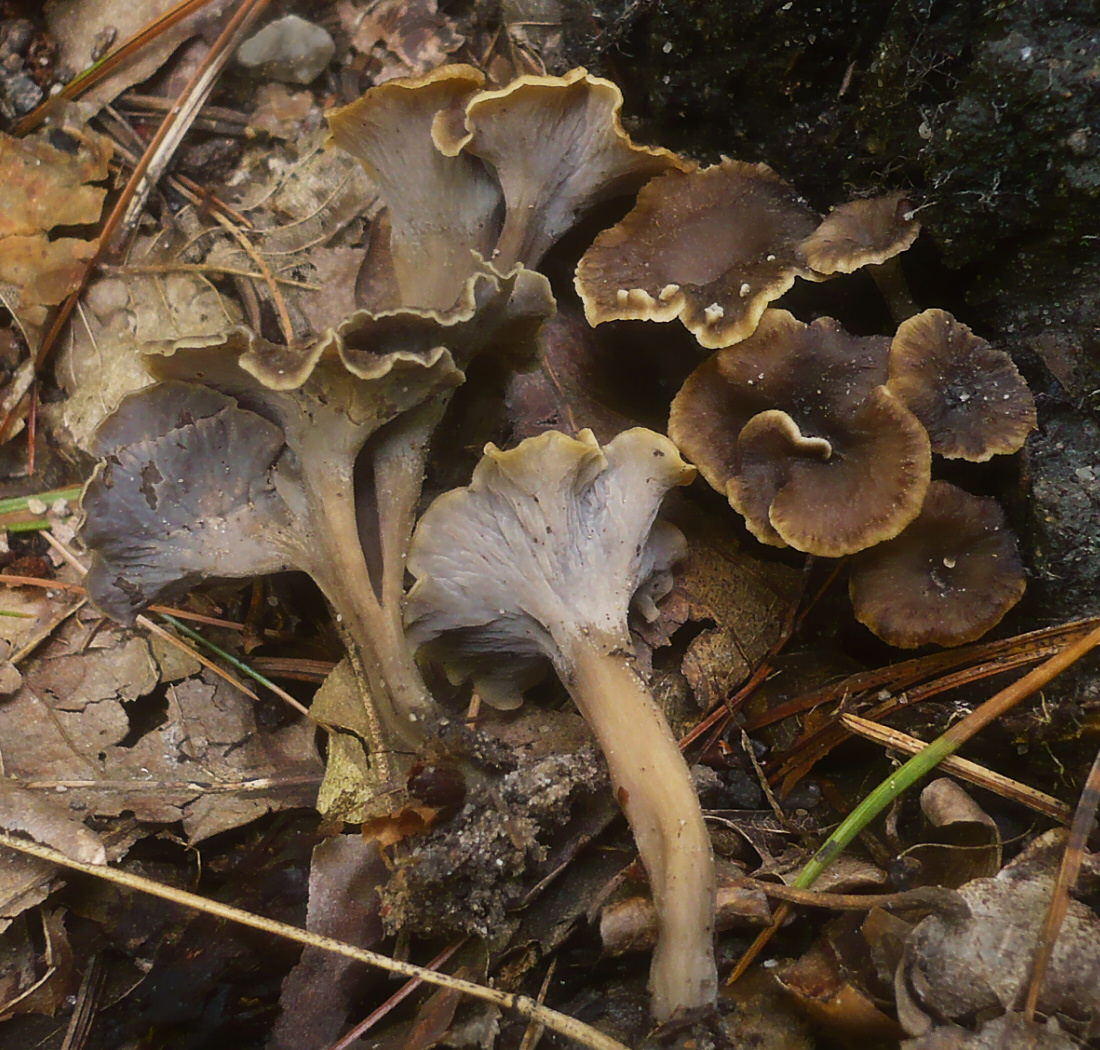
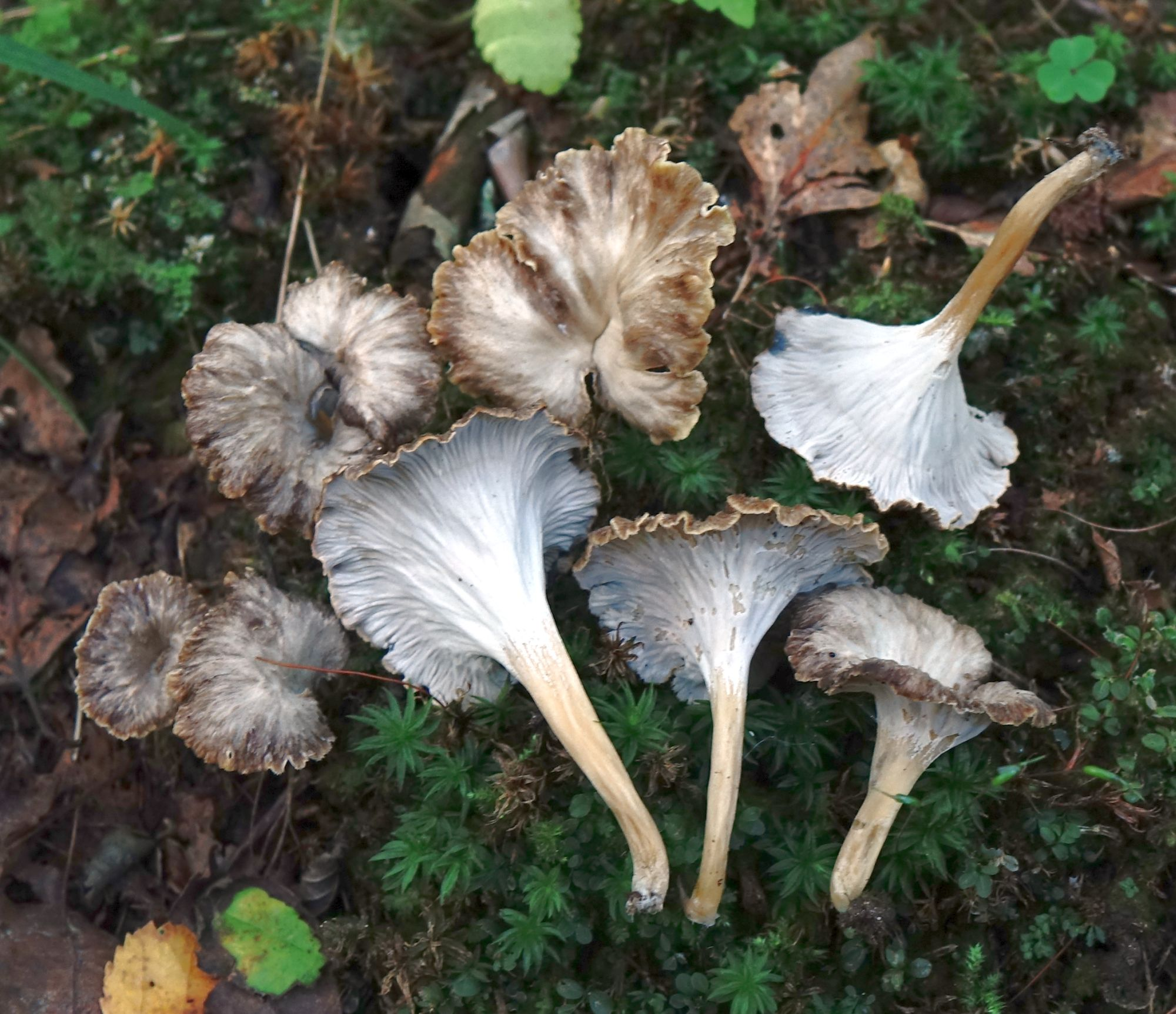
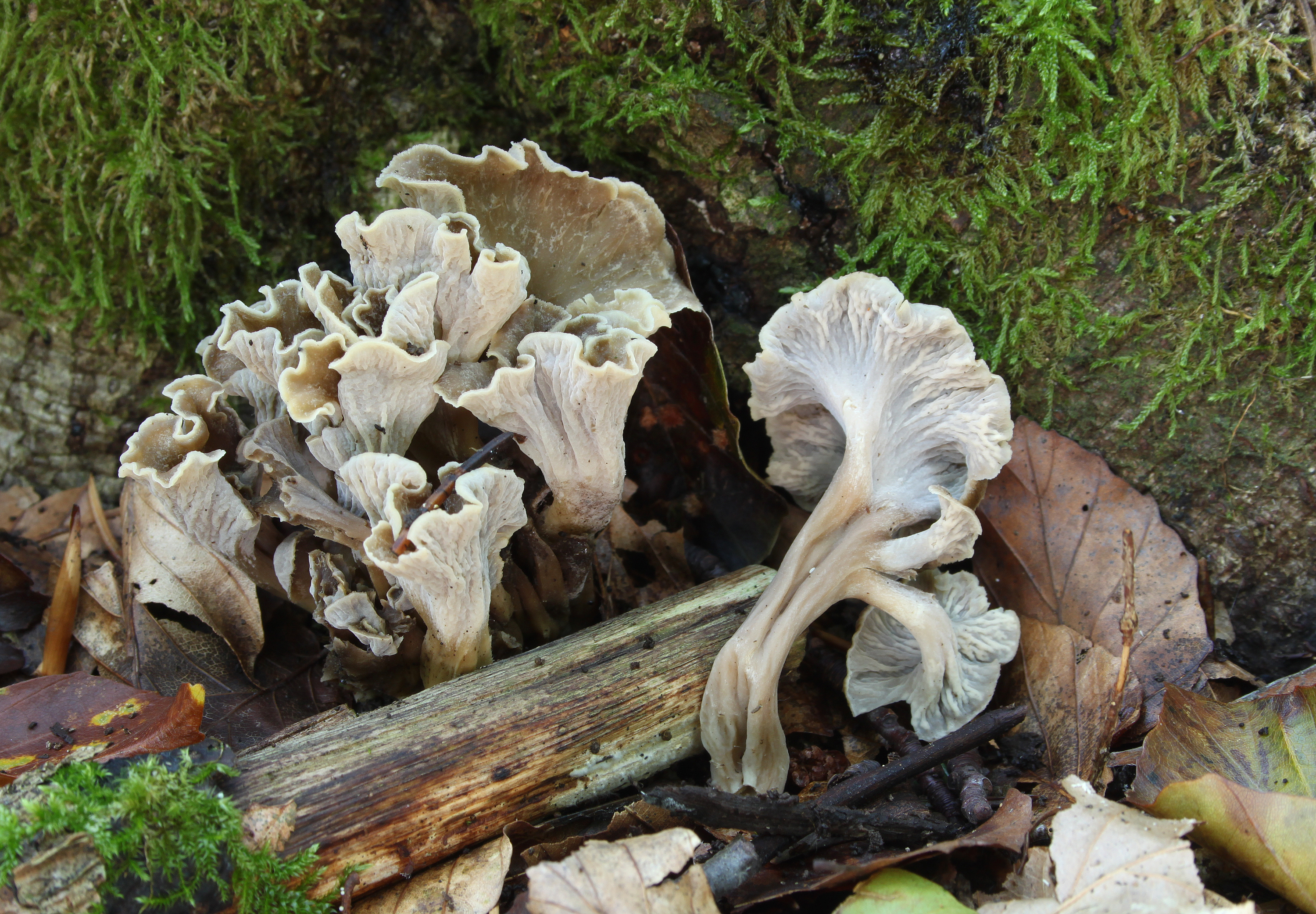